# 모코틀롱구

모코틀롱 구

모코틀롱구(Mokhotlong)는 레소토의 구로, 행정 중심지는 모코틀롱이며 면적은 4,075km2, 인구는 96,340명(2006년 기준)이다. 동쪽으로는 남아프리카 공화국 콰줄루나탈 주와 인접해 있으며 북서쪽으로는 부타부테 구, 서쪽으로는 레리베 구, 남쪽으로는 타바체카 구와 인접해 있다.